# Napeogenes sylphis
Espèce
Napeogenes sylphis est une espèce d'insectes lépidoptères (papillons) qui appartient à la famille des Nymphalidae, à la sous-famille des Danainae et au genre Napeogenes.

## Taxinomie
Napeogenes sylphis a été décrite par Félix Édouard Guérin-Méneville en 1844 sous le nom initial d'Heliconia sylphis.
Synonyme : Ithomia sylphis ; Hewitson, 1876.

## Sous-espèces
- Napeogenes sylphis sylphis ; présent en Bolivie et au Pérou.
- Napeogenes sylphis acreana d'Almeida, 1958 ; présent au Brésil.
- Napeogenes sylphis caucayensis Fox & Real, 1971 ; présent en Colombie.
- Napeogenes sylphis corena (Hewitson, 1861) ; présent en Équateur, en Colombie, au Brésil, et  au Pérou,
- Napeogenes sylphis ercilla (Hewitson, 1858) ; présent au Brésil.
- Napeogenes sylphis ithra (Hewitson, 1855) ; présent au Brésil.
- Napeogenes sylphis potaronus Kaye, 1905 ; présent en Guyana
- Napeogenes sylphis rindgei Fox & Real, 1971 ; présent au Pérou.
- Napeogenes sylphis thira (Hewitson, 1874) ; présent en Bolivie et au Pérou.
- Napeogenes sylphis ssp. ; présent au Surinam, en Guyana et Guyane
- Napeogenes sylphis ssp. ; présent au Pérou.
- Napeogenes sylphis ssp. ; présent au Brésil.
- Napeogenes sylphis ssp. ; présent en  Guyane[1].

## Description
Napeogenes sylphis est un papillon d'une envergure d'environ 40 mm au corps fin et au bord interne des ailes antérieures concave. Les ailes antérieures ont une partie basale transparente et une partie distale orange, ocre ou marron suivant les sous-espèces, depuis le milieu du bord costal à l'angle externe. les ailes postérieures son transparentes avec des veines marron et une bordure orange, ocre ou marron au bord costal et au bord externe.
Le revers est semblable avec à l'apex des ailes antérieures une ligne de trois petites marques transparentes.

## Biologie

### Plantes hôtes
Les plantes hôtes des chenilles de Napeogenes sylphis acreana sont des Lycianthes (travaux de Brévignon, 2003).

## Écologie et distribution
Napeogenes sylphis est présent en Équateur, en Colombie, au Brésil, en Bolivie, au Pérou,  au Surinam, en Guyana et Guyane.

### Protection
Pas de statut de protection particulier.